# Туляков, Иван Иванович
Иван Иванович Туляков (30 марта 1914, Маклаки, Калужская губерния — 10 февраля 2001, Москва) — строитель-монтажник, Герой Социалистического Труда (1971).

## Биография
Родился в многодетной (9 детей) крестьянской семье. В 10-летнем возрасте лишился матери, а в 1927 г. умер и отец. Через два года дядя взял Ивана в свою строительную бригаду, которая работала по всей России.
Строил Магнитку, Челябинский тракторный завод. В 1935 году в составе бригады из 3 человек работал на замене орлов (царских гербов) на красные звезды на башнях Московского Кремля.
В 1940 году был призван в армию. Служил на Балтике, на острове Даго. 20 октября 1941 г. попал в немецкий плен, освобожден в самом конце войны.
После возвращения на Родину работал в тресте «Стальмонтаж». Участвовал в строительстве высотных зданий в Москве — на Смоленской площади, на пл. Восстания, здания МГУ, гостиницы «Украина», аэропорта «Шереметьево».
Также работал на строительстве Куйбышевской ГЭС, в Саратове, на Урале, на Украине, в Новосибирске, Туле.
В 1960-е перешел в Главмосстрой, работал бригадиром бригады монтажников-высотников СУ-174 треста «Моспроммонтаж».
Вышел на пенсию в конце 1970-х.

## Награды
- Герой Социалистического Труда с вручением ордена Ленина и знака особого отличия — золотой медали «Серп и Моллот» (указ о награждении опубликован в газете «Известия» за 9 мая 1971 г.)
- Орден Отечественной войны II степени (1985 г.)
- Орден Трудового Красного Знамени (1960-е гг.)